# Arxel Tribe
Arxel Tribe è una società videoludica e multimediale franco-slovena fondata dagli architetti Matjaž Požlep e Diego Zanco nel 1999 e dissoltasi nel 2003.

## Lista dei giochi pubblicati o distribuiti
- Trilogia di Paulo Coelho:
  1. Pilgrim: Faith as a Weapon, avventura, 1997, distribuito dalla Infogrames Entertainment
  2. The Legend of the Prophet and the Assassin, avventura, 2000, autonomo
  3. The Secrets of Alamut, avventura, 2001, autonomo
- Ring, avventura, 1998, distribuito dalla Cryo Interactive
- Faust / Seven Games of the Soul, avventura, 1999, distribuito dalla Cryo Interactive
- Casanova: il duello della rosa nera[2][3], avventura, 2001, distribuito dalla Wanadoo Edition
- Pompei: La leggenda del Vesuvio, avventura, 2000, distribuito dalla Cryo Interactive
- Louvre: La Maledizione Finale, avventura, 2000, Wanadoo Edition
- Alfred Hitchcock Presents: The Final Cut[4], avventura, 2001, autonomo e pubblicato dalla Ubisoft
- Primitive Wars, strategico in tempo reale, 2001
- Jerusalem: Il pugnale ritrovato, avventura grafica, 2002, distribuito dalla Cryo Interactive
- Ring II: Twilight of the Gods, avventura in terza persona, 2002, autonomo
- The Gladiators: Galactic Circus Games[5], strategico gestionale, 2002, autonomo
- Trainz, simulazione, 2002, autonomo
- Disciples II: Dark Prophecy, gioco di ruolo, 2002, autonomo
- Hannibal - The Game[6], avventura in terza persona, 2003, autonomo, mai pubblicato
- Mistmare, gioco di ruolo, 2003, distribuito dalla Cryo Interactive